# Municipio de Beaverdam (condado de Haywood)
El municipio de Beaverdam (en inglés: Beaverdam Township) es un municipio ubicado en el  condado de Haywood en el estado estadounidense de Carolina del Norte. En el año 2010 tenía una población de 12.801 habitantes.

## Geografía
El municipio de Beaverdam se encuentra ubicado en las coordenadas 35°32′20.38″N 82°52′10.48″O / 35.5389944, -82.8695778.